# Base Troll
Troll és una base antàrtica noruega localitzada al nunatak Jutulsessen a 235 km de la costa del mar de Lázarev, en el sector oriental de la Costa de la Princesa Marta a la Terra de la Reina Maud, Antàrtida, que Noruega reclama com un territori depenent. És l'única estació antàrtica noruega oberta de forma permanent. Troll és operada per l'Institut Polar Noruec, però també compta amb instal·lacions pertanyents a l' Institut Meteorològic Noruec i a l' Institut Noruec de Recerca de l'Aire.
Al contrari que la majoria de les altres estacions de recerca del continent, Troll està construïda sobre una superfície de roca sòlida lliure de gel al nunatak de Jutulsessen, a 1275 msnm, envoltada completament pel gel. Aquesta estació va ser oberta com una base estival l'any 1990, però el 2005 va ser habilitada per operar tot l'any. Durant l'hivern antàrtic la base té capacitat per allotjar fins a o persones, augmentant la seva capacitat a 40 en temporada estival. L'aeròdrom de Troll és una pista de 3300 m de llarg per 100 m d'ample situada sobre gel blau en la indlandsis de l'Antàrtida, a 1232 msnm i a 6,8 km de la base Troll. Aquest aeròdrom va ser obert en 2005 i serveix al Dronning Maud Land Air Network, un projecte de cooperació internacional que l'usa per proveir tràfic aeri intercontinental a aquest sector de l'Antàrtida.

## Instal·lacions
Les instal·lacions de la base són propietat del govern de Noruega a través de l'agència Statsbygg. L'operació de les instal·lacions és realitzada per una altra agència governamental, l'Institut Polar Noruec. La base consisteix d'un edifici modular més nou de 300 m², i un sector més vell de 100 m². La secció nova consisteix en 8 dormitoris, un gimnàs, un sauna, una cuina, un centre de comunicacions i un espai d'oficina. A més hi ha diverses petites construccions que són usades com a laboratoris, magatzems de provisions, generadors i garatges. La secció més vella és usada parcialment per a emmagatzematge i parcialment com a estació estival. La instal·lació també compta amb un centre d'emergència per a vuit persones, localitzat a una distància segura de la base principal, per a casos d'incendi o altres accidents. L'estació està dimensionada per tolerar temperatures per sota de -60 °C i vents de 60 m/s.
La instal·lació tracta de minimitzar el seu impacte ambiental a través de diversos mecanismes, incloent minimitzar l'àrea usada. El consum d'energia és reduït per la recirculació de l'excés de calor per fondre la neu i el gel i obtenir aigua potable i calefacció. Els residus es minimitzen mitjançant la planificació de compra i reciclatge i els romanents són comprimits i transportats fora de l'Antàrtida. El combustible és manipulat de tal forma que fins i tot els petits vessaments són minimitzats.
L'estació té un clima fred i sec, estant localitzada en un desert. La temperatura mitjana anual és de –25 °C, assolint a l'estiu els 0 °C i a l'hivern els –50 °C. Les tempestes, que poden ocórrer durant tot l'any, de tant en tant poden fer impossibles les activitats a l'aire lliure. Estant localitzada al sud del cercle polar antàrtic, Troll té llum solar en l'estiu i la nit polar durant l'hivern.

## Recerques
L'Institut Noruec de Recerca de l'Aire manté a Troll equips de mesurament de l'aire i l'atmosfera, combinats amb equips de mesurament similars situats a l'observatori Zeppelin a Ny-Ålesund, a les illes Svalbard, a l'Àrtida. Això permet a l'institut recol·lectar dades d'ambdues regions polars, en particular la instal·lació mesura aerosols, pol·lució orgànica i inorgànica, ozó i radiació ultraviolada. Setmanalment les mesures de pol·lució de l'aire són comparades amb els seus equivalents de Zeppelin. Pren també mesuraments d'ozó i mercuri del sòl. Els mesuraments de l'estratosfera són realitzades per mesurar els nivells d'ozó i raigs ultraviolats, en particular per obtenir addicional informació sobre el forat de la capa d'ozó.
El Kongsberg Satellite Services, un joint venture entre el Kongsberg Group i el Centre Espacial Noruec, opera TrollSat (Troll Satellite Station), una estació satèl·lit que permet la transmissió de dades. En conjunció amb SvalSat, localitzada a Longyearbyen, a les Svalbard, TrollSat utilitza satèl·lits en òrbita polar. TrollSat consisteix d'un radom amb una antena de 7,3 m amb capacitat de recepció de banda S i banda S. Per transmetre la informació TrollSat té connexió en banda C amb Europa i Amèrica del Nord. TrollSat serà una de les 30 estacions terrenes del sistema de navegació Galileu, i és la principal contribució noruega al projecte.
L'Institut Meteorològic Noruec opera una estació meteorològica a Troll, que mesura la pressió atmosfèrica, temperatura, humitat i vents, tant en l'estació com en la pista aèria.

## Història
Durant la dècada de 1980 es va tornar important per al govern de Noruega posseir una base permanent a la Terra de la Reina Maud, àrea que ha estat annexada per Noruega com una dependència el 14 de gener de 1939, en temps en què el principal interès noruec en l'Antàrtida era la caça de balenes. Des de 1956 Noruega va operar la base Noruega, però va ser cedida a Sud-àfrica l'any 1959. Des de la dècada de 1960 fins a la de 1980 les activitats científiques noruegues a l'Antàrtida van ser esporàdiques i sense una base fixa. Això li donava l'avantatge que la recerca no estava obligada geogràficament, però afeblia el reclam noruec a la Terra de la Reina Maud i el dret a participar com a membre consultatiu del Tractat Antàrtic.
L'Institut Polar Noruec va decidir establir una estació estival que va ser construïda durant l'estiu de 1989 a 1990, resultant en un edifici de 100 m2 amb allotjament per a vuit persones. La construcció va requerir 300 tones de materials transportats des de la costa, sent oficialment oberta el 17 de febrer de 1990. L'estació pren el seu nom de les muntanyes que l'envolten, que recorden als trolls de la mitologia escandinava. La primera hivernada fou l'any 2000, quan una expedició al Polo Sud va usar el campament com una base.
Per facilitar la logística, Noruega va prendre la iniciativa per establir el Dronning Maud Land Air Network (DROMLAN), una cooperació entre els països amb bases a la Terra de la Reina Maud per racionalitzar els costos de transport. Posseir un aeròdrom a Troll permet el transport ràpid cap a les bases situades en l'occident de la Terra de la Reina Maud, que estan localitzades molt lluny dels camps aeris de Henriksenskjera i Novolazárevskaya. El primer vol preliminar que va usar el DROMLAN va ser realitzat l'any 2000 des de Ciutat del Cap, Sud-àfrica, a Henriksenskjera, utilitzant-se des de llavors un Twin Otter cap a Troll.
L'any 2003 es va decidir que Noruega estengués les seves operacions a l'Antàrtida establint una base anual. Per llavors Noruega era l'únic país amb una reclamació territorial a l'Antàrtida que no la posseïa. El govern va declarar que la inversió va ser motivada per enfortir a Noruega com una nació de recerca en ambdues regions polars i per reforçar el paper de Noruega en la presa de decisions de la política ambiental de l'Antàrtida.
La construcció de l'ampliació va ser feta des de desembre del 2004 fins a febrer del 2005 pel Statsbygg, que va contractar per realitzar-la al grup AF Gruppen. Prop de 700 tones d'equips van ser enviats a la base des del camp de gel. La base va ser prefabricada i solament va requerir els mòduls per ser connectada en el lloc. La nova infraestructura inclou un nou generador, una estació d'emergència, garatge, magatzem de provisions, rampes per a contenidors per a equips i combustible, i més laboratoris. Al mateix temps, l'Institut Meteorològic Noruec va establir una estació meteorològica a Troll
La construcció de la pista d'aterratge va requerir el farciment d'esquerdes i l'eliminació de pedres. L'aeròdrom de Troll va ser inaugurat l'11 de febrer de 2005 per la reina Sonia de Noruega i la nova estació l'endemà. Després de la inauguració, una altra estació d'energia va ser construïda l'any 2005.L'any següent, una estació satèl·lit va ser construïda pel Kongsberg Satellite Services. Això va donar lloc a la necessitat d'una connexió de banda ampla per a la base. Durant l'hivern de 2006 no va haver-hi personal a la base a causa de la falta de finançament, però l'any 2007 va ser restablerta. L'any2008 un molí de vent va ser instal·lat per augmentar la provisió d'energia.
El primer ministre noruec Jens Stoltenberg va visitar Troll el gener de 2008, quan entre altres coses va inaugurar TrollSat. Al mateix temps, com a part de l'Any Polar Internacional, una expedició noruec–nord-americana va viatjar des de Troll a la base Amundsen-Scott i després va retornar. El 23 de febrer de 2009 el ministre noruec Erik Solheim va organitzar una reunió de ministres de medi ambient de 15 països per discutir el canvi climàtic i aprendre sobre les recents recerques en aquesta matèria.

## Refugi Tor
El Refugi Tor se situa a Svarthamaren a la Terra de la Reina Maud 71° 53.2′ S, 05° 09.3′ E / 71.8867°S,5.1550°E a 1625 msnm. Va ser establert el gener de 1985. Té capacitat per 4 persones.